# Сімокава Кеніті
Кеніті Сімокава (яп. 下川 健一, нар. 14 травня 1970, Ґіфу) — японський футболіст, що грав на позиції воротаря.
Виступав за клуби «ДЖЕФ Юнайтед» та «Йокогама Ф. Марінос», а також національну збірну Японії.

## Клубна кар'єра
У дорослому футболі дебютував 1989 року виступами за команду «Фурукава Електрік», яка зі створенням Джей-ліги отримала назву «ДЖЕФ Юнайтед», в якій провів одинадцять сезонів, взявши участь у 278 матчах чемпіонату. Більшість часу, проведеного у складі «ДЖЕФ Юнайтед», був основним голкіпером команди.
2001 року перейшов до клубу «Йокогама Ф. Марінос», за який відіграв 5 сезонів, проте на поле майже не виходив. Завершив професійну кар'єру футболіста виступами за команду «Йокогама Ф. Марінос» у 2006 році.

## Виступи за збірну
1995 року дебютував в офіційних матчах у складі національної збірної Японії. Протягом кар'єри у національній команді, яка тривала усього 3 роки, провів у формі головної команди країни 9 матчів.
У складі збірної був учасником кубка Азії з футболу 1996 року в ОАЕ.

## Статистика

### Клубна
| Чемпіонат | Чемпіонат             | Чемпіонат | Ліга | Ліга | Кубок            | Кубок            | Кубок ліги      | Кубок ліги      | Всього | Всього |
| Сезон     | Клуб                  | Ліга      | Ігри | Голи | Ігри             | Голи             | Ігри            | Голи            | Ігри   | Голи   |
| Японія    | Японія                | Японія    | Ліга | Ліга | Кубок Імператора | Кубок Імператора | Кубок Джей-ліги | Кубок Джей-ліги | Всього | Всього |
| --------- | --------------------- | --------- | ---- | ---- | ---------------- | ---------------- | --------------- | --------------- | ------ | ------ |
| 1989/90   | «Фурукава Електрік»   | ЯФЛ 1     | 20   | 0    |                  |                  | 0               | 0               | 20     | 0      |
| 1990/91   | «Фурукава Електрік»   | ЯФЛ 1     | 21   | 0    |                  |                  | 0               | 0               | 21     | 0      |
| 1991/92   | «Фурукава Електрік»   | ЯФЛ 1     | 16   | 0    |                  |                  | 0               | 0               | 16     | 0      |
| 1992      | «ДЖЕФ Юнайтед»        | Джей-ліга | -    | -    | 0                | 0                | 5               | 0               | 5      | 0      |
| 1993      | «ДЖЕФ Юнайтед»        | Джей-ліга | 14   | 0    | 3                | 0                | 0               | 0               | 17     | 0      |
| 1994      | «ДЖЕФ Юнайтед»        | Джей-ліга | 43   | 0    | 2                | 0                | 2               | 0               | 47     | 0      |
| 1995      | «ДЖЕФ Юнайтед»        | Джей-ліга | 44   | 0    | 1                | 0                | -               | -               | 45     | 0      |
| 1996      | «ДЖЕФ Юнайтед»        | Джей-ліга | 30   | 0    | 1                | 0                | 14              | 0               | 45     | 0      |
| 1997      | «ДЖЕФ Юнайтед»        | Джей-ліга | 15   | 0    | 2                | 0                | 7               | 0               | 24     | 0      |
| 1998      | «ДЖЕФ Юнайтед»        | Джей-ліга | 32   | 0    | 0                | 0                | 4               | 0               | 36     | 0      |
| 1999      | «ДЖЕФ Юнайтед»        | Джей-ліга | 30   | 0    | 1                | 0                | 0               | 0               | 31     | 0      |
| 2000      | «ДЖЕФ Юнайтед»        | Джей-ліга | 13   | 0    | 0                | 0                | 2               | 0               | 15     | 0      |
| 2001      | «Йокогама Ф. Марінос» | Джей-ліга | 0    | 0    | 0                | 0                | 0               | 0               | 0      | 0      |
| 2002      | «Йокогама Ф. Марінос» | Джей-ліга | 0    | 0    | 0                | 0                | 0               | 0               | 0      | 0      |
| 2003      | «Йокогама Ф. Марінос» | Джей-ліга | 1    | 0    | 1                | 0                | 0               | 0               | 2      | 0      |
| 2004      | «Йокогама Ф. Марінос» | Джей-ліга | 0    | 0    | 1                | 0                | 0               | 0               | 1      | 0      |
| 2005      | «Йокогама Ф. Марінос» | Джей-ліга | 0    | 0    | 0                | 0                | 0               | 0               | 0      | 0      |
| 2006      | «Йокогама Ф. Марінос» | Джей-ліга | 0    | 0    | 0                | 0                | 0               | 0               | 0      | 0      |
| Всього    | Всього                | Всього    | 277  | 0    | 12               | 0                | 34              | 0               | 323    | 0      |

### Збірна
| Збірна Японії | Збірна Японії | Збірна Японії |
| Роки          | Ігри          | Голи          |
| ------------- | ------------- | ------------- |
| 1995          | 1             | 0             |
| 1996          | 7             | 0             |
| 1997          | 1             | 0             |
| Всього        | 9             | 0             |

## Досягнення
- Переможець Джей-ліги: 2003, 2004
- Володар Кубка Джей-ліги: 2001